# Fuertesimalva peruviana
Fuertesimalva peruviana är en malvaväxtart som först beskrevs av Carl von Linné, och fick sitt nu gällande namn av P.A. Fryxell. Enligt Catalogue of Life ingår Fuertesimalva peruviana i släktet Fuertesimalva och familjen malvaväxter, men enligt Dyntaxa är tillhörigheten istället släktet Fuertesimalva och familjen malvaväxter. Arten förekommer tillfälligt i Sverige, men reproducerar sig inte. Inga underarter finns listade i Catalogue of Life.

## Bildgalleri

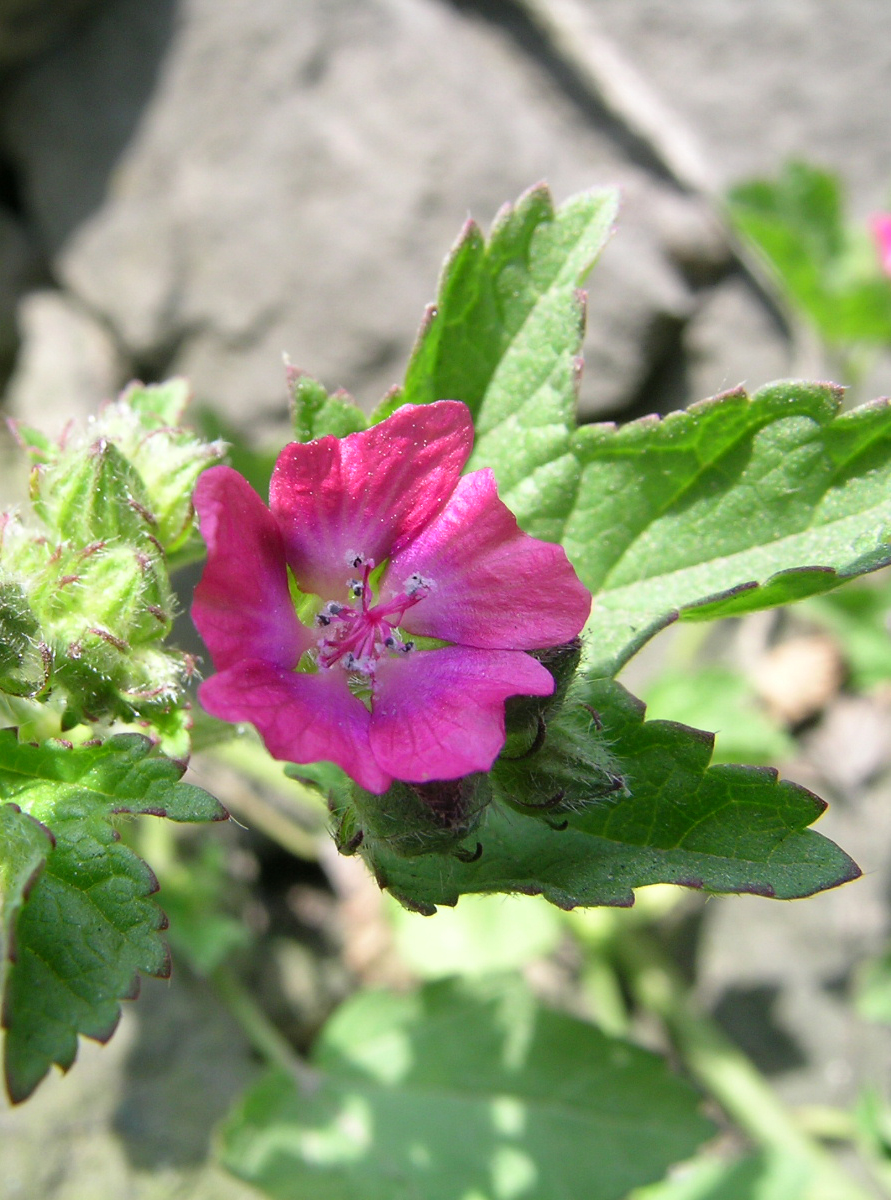